# Owsianaja Niwa
Owsianaja Niwa (ros. Овсяная Нива) – wieś (ros. деревня, trb. dieriewnia) w zachodniej Rosji, w osiedlu wiejskim Ponizowskoje rejonu rudniańskiego w obwodzie smoleńskim.

## Geografia
Miejscowość położona jest 1,5 km od granicy z Białorusią, 6,5 km od drogi regionalnej 66N-1607 (66N-1605 / Ponizowje – Koszewiczi), 14,5 km od drogi regionalnej 66K-30 (Diemidow – Ponizowje – Zaozierje), 14,5 km od centrum administracyjnego osiedla wiejskiego (sieło Ponizowje), 41 km od centrum administracyjnego rejonu (Rudnia), 94,5 km od Smoleńska.

## Historia
W czasie II wojny światowej od lipca 1941 roku wieś była okupowana przez hitlerowców. Wyzwolenie nastąpiło we wrześniu 1943 roku.

## Demografia
W 2010 r. miejscowości nikt nie zamieszkiwał.